# Aeroflot-Flug 821
Auf dem Aeroflot-Flug 821 verunglückte am 14. September 2008 ein Linienflugzeug der russischen Fluggesellschaft Aeroflot, das von ihrer Tochtergesellschaft Aeroflot-Nord betrieben wurde und sich auf dem Weg von Moskau nach Perm befand. Perm liegt an den westlichen Ausläufern des Ural-Gebirges. Beim Landeanflug auf den Permer Flughafen Bolschoje Sawino verunglückte die Boeing 737-500 (Luftfahrzeugkennzeichen VP-BKO) morgens gegen 05:20 Uhr Ortszeit (13. September; 23:20 Uhr UTC), wobei alle 88 Insassen der Maschine ums Leben kamen.

## Ursachen
Laut Untersuchungsbericht ist der Absturz auf eine Ursachenkette aus Pilotenfehlern, unzureichender Ausbildung, mangelhafter Wartung und Mängel in der Betriebsführung bei Aeroflot-Nord zurückzuführen:
- Unmittelbare Unfallursache war die räumliche Desorientierung der Besatzung (speziell des Kapitäns), die zu einer abnormalen Fluglage, einem steilen Sinkflug und schließlich zum Aufschlag führte.  Die räumliche Desorientierung trat ein, während das Flugzeug bei Nacht, in Wolken sowie mit ausgeschaltetem Autopiloten und Schubregler geflogen wurde.  Zur Desorientierung beigetragen haben das Fehlen ausreichender Fertigkeiten für die Flugführung, fehlendes Crew Resource Management und fehlende Fertigkeiten bei der Ausleitung aus abnormalen Fluglagen unter Nutzung „westlicher“ Fluglageanzeiger, wie sie in ausländischen und modernen Flugzeugen aus russischer Produktion vorhanden sind. Diese Anzeigegeräte unterscheiden sich von denen, die in den von beiden Piloten vorher geflogenen Flugzeugtypen (Tupolew Tu-134, Antonow An-2) vorhanden sind.
- Systemische Ursache des Unfalles war die unzureichende Betriebsführung durch die Fluggesellschaft in den Bereichen Flugbetrieb und Flugzeugwartung.
- Mängel in der Flugzeugwartung führten dazu, dass bereits vor dem Unfallflug mehrere Flüge mit großer Schubasymmetrie zwischen beiden Triebwerken (bei gleicher Schubhebelstellung) durchgeführt wurden, obgleich diese Asymmetrie das zulässige Limit weit überschritt.  Dieses technische Problem führte während des Landeanfluges zu einer erhöhten Arbeitsbelastung der Besatzung, zumal sie die Schubasymmetrie nicht beseitigte, was durch getrennte Regelung beider Triebwerke möglich gewesen wäre.
- Die forensische Untersuchung des Kapitäns ergab, dass in seinem Körper Alkohol vorhanden war. Die vom Kapitän in den Tagen vor dem Unfall geleisteten Flugeinsätze hatten darüber hinaus zu Ermüdung geführt und standen zudem nicht im Einklang mit den nationalen Vorschriften über Flugdienstzeiten.

## Hintergrund
Bei dem Flug handelte es sich eigentlich um einen Flug der Muttergesellschaft Aeroflot, der jedoch von Aeroflot-Nord im Rahmen eines gegenseitigen Abkommens über gemeinsame Fluggastbeförderung durchgeführt wurde. In den internationalen Medien ist jedoch zumeist schlicht von einem Aeroflot-Flug die Rede. Aus diesem Grund sprach diese daraufhin von einem erheblichen Imageschaden für Aeroflot durch Aeroflot-Nord und kündigte an, der Tochtergesellschaft ab sofort zu untersagen, die Bezeichnung „Aeroflot“ im Firmennamen zu verwenden.
Das Flugzeug stürzte auf eine Gleisanlage der Transsibirischen Eisenbahn; am Boden kam niemand zu Schaden, lediglich Bahnanlagen wurden auf einer Länge von 500 m zerstört.
Unter den Opfern waren 21 Ausländer sowie der russische Präsidentenberater General Gennadi Troschew, der an beiden Tschetschenienkriegen beteiligt war.

## Das Flugzeug
Die Boeing 737-500 wurde im September 1992 in Dienst gestellt. Vorher wurde sie von den chinesischen Fluggesellschaften Xiamen Airlines, China Southwest Airlines und Air China betrieben.
Aeroflot-Nord hatte das Flugzeug von Pinewatch Limited für den Zeitraum 28. Juli 2008 bis 21. März 2013 gemietet.

## Folgen

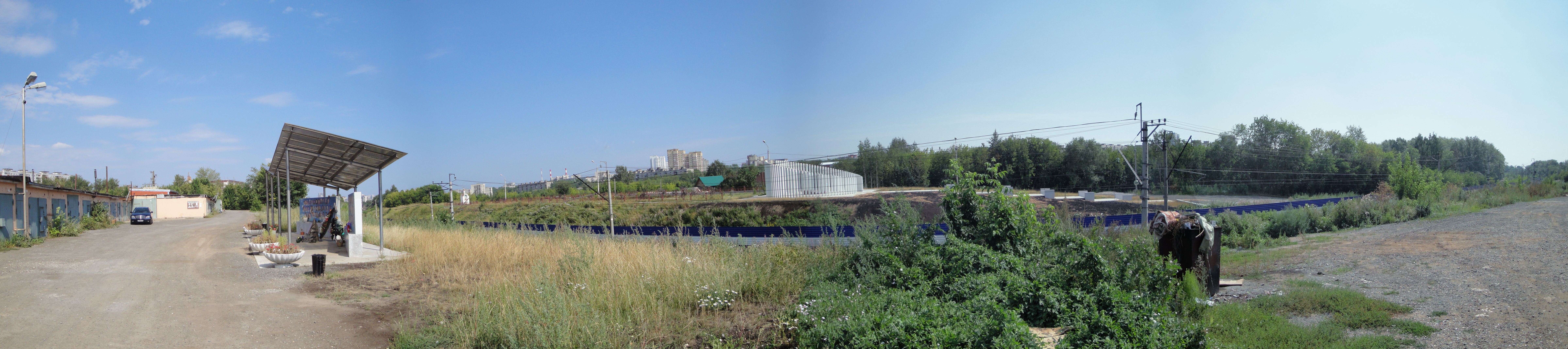
Gedenkstätte

Die Versicherungsgesellschaft von Aeroflot zahlte den hinterbliebenen Familien der Opfer bis zu 2 Millionen Rubel (etwa 55.000 Euro) je Todesopfer aus. Zusätzlich erhielten die Familien vom russischen Staat 12.000 Rubel (etwa 330 Euro) Schadenersatz.
Wegen des Flugzeugabsturzes beendete Aeroflot sofort ihre Zusammenarbeit mit Aeroflot-Nord und gab bekannt, dass sie die gemeinsamen Flüge mit Aeroflot-Nord sofort einstellen werde und dass sie die Benutzung der Flugzeuge von Aeroflot für diese Flüge verbiete. Ab dem 15. September 2008 durfte Aeroflot-Nord nicht mehr die Marke Aeroflot nutzen. Aeroflot-Nord lehnte es allerdings ab, sich dieser Entscheidung zu beugen.
Außerdem  beauftragte Aeroflot eine Kommission mit der Überprüfung der Flugzeuge einer anderen Tochtergesellschaft, Aeroflot-Don.
Am 25. September 2008 wurden alle Flüge mit Boeing 737 in Russland von der russischen Aufsichtsbehörde bis auf weiteres ausgesetzt. Sie konnten erst nach einem zusätzlichen Simulatortraining der Piloten wieder aufgenommen werden. Es wird vermutet, dass die Crew die Cockpitanzeigen falsch interpretiert hat.

## Beschädigung der Eisenbahnstrecke
Das Flugzeug fiel auf den zweigleisigen Streckenabschnitt Bacharewka-Perm II der Swerdlowsker Eisenbahn. Dabei wurden das Gleisbett der Bahnanlage auf einer Länge von 100 m und etwa 500 m des unterirdisch verlegten Bahnkommunikationsnetzes zerstört.
Der normale Zugverkehr auf der Transsibirischen Eisenbahn wurde unterbrochen; die Züge wurden über eine Umleitungsstrecke über die Station Tschussowskaja (in der Stadt Tschussowoi) geführt. Wegen der Sucharbeiten an der Absturzstelle wurden die Reparaturarbeiten an der Bahnstrecke zeitweilig zurückgestellt. Am Abend des 14. September 2009 (d. h. ein Jahr nach dem Unfall) wurde der Zugverkehr wieder vollständig auf der regulären Strecke aufgenommen.

## Ähnliche Zwischenfälle
Weitere Flugunfälle, bei denen ein Alkoholkonsum der Piloten eine Rolle spielte, waren u. a.:
- Aero-O/Y-Flug 311
- Japan-Air-Lines-Cargo-Flug 8054

Weiterer Flugunfall, bei dem eine Verwechslung sowjetischer und westlicher Fluglageanzeiger zum Unfall beitrug:
- Crossair-Flug 498